# Gravel and Tar (vrouwen)
De Gravel and Tar la Femme wordt sinds 2019, met een onderbreking van 2022-2023, verreden als een UCI Women Elite koers met de classificatie 1.2.

## Lijst van winnaars
| #                       | Jaar | Datum      | Start - Finish                      | Km    | Winnaar            |
| ----------------------- | ---- | ---------- | ----------------------------------- | ----- | ------------------ |
| 01                      | 2019 | 19 januari | Palmerston North - Palmerston North | 112,6 | Brodie Chapman     |
| 02                      | 2020 | 25 januari | Feilding - Palmerston North         | 115,0 | Niamh Fisher-Black |
| 03                      | 2021 | 23 januari | Feilding - Palmerston North         | 101,2 | Olivia Ray         |
| 2022-2023 niet verreden |      |            |                                     |       |                    |
| 04                      | 2024 | 20 januari | Ashhurst - Ashhurst                 | 100,7 | Kate McCarthy      |

## Overwinningen per land
| Overwinningen | Land          |
| ------------- | ------------- |
| 3             | Nieuw-Zeeland |
| 1             | Australië     |